# Arturo Podestá
Arturo Podestá (Montevideo, Uruguay; 25 de octubre de 1879 - Buenos Aires, Argentina; 9 de diciembre de 1937) fue un actor de cine, comediógrafo, galán de teatro, autor y director teatral uruguayo, con una amplia trayectoria en Argentina. Era hijo de Gerónimo Podestá, hermano de la primera actriz Blanca Podestá y marido de la también actriz Celia Podestá.

## Carrera
Arturo perteneció a la célebre familia de actores "Podestá", de las que pertenecen entre otros famosos Blanca Podestá, José Podestá, Anita Podestá, Aparicio Podestá,  María Esther Podestá, Pablo Podestá, entre otros.
En cine brilló en roles de reparto junto a aclamadas figuras de la escena nacional argentina como Guillermo Battaglia, Pepe Arias, Ángel Magaña, Delia Garcés, Miguel Gómez Bao, entre otros.
En teatro formó su compañía teatral en 1905 en el Teatro Apolo (de la ciudad de Buenos Aires) donde debutó el músico y compositor Arturo De Bassi, junto a Pepe Ratti. En 1918 forma una compañía junto a Carlos Morganti en el Teatro Odeón. En 1921 trabajó con Florencio Parravicini, Lea Conti y Pedro Quartucci. Integró entre 1932 y 1933 la "Compañía Dealessi-Camiña-Caplán-Serrano" conformada por la primera actriz Pierina Dealessi, Alfredo Camiña, Marcos Caplán y Enrique Serrano. En el elenco también se le sumaban María Armand, Malva Castelli, Martín Zabalúa, Gonzalo Palomero, Tomás Hartich, Alfredo Fornaresio, Aparicio Podestá, Juan Castro, Juan Viura, Tito Carné, entre otros. Se destacó en el Teatro Libertad, el Cómico y el Smart. Fue célebre por sus interpretaciones como el "Zucconi argentino".
Falleció repentinamente el jueves 9 de diciembre de 1937 en Buenos Aires, a los 58 años. El film  Kilómetro 111 en el que actuó, se estrenó un año después de su muerte.

## Filmografía
- 1938: Kilómetro 111.[4]

## Teatro
- Julio y Marta (1898), primera obra de él mismo, con música de su tío Antonio Podestá.
- La esclava (1898), con libro y letras de Agustín Fontanella y segunda obra suya.
- Jesús Nazaret (1902), estrenada en el Teatro Apolo.
- Caín (1903), de Enrique García Velloso.
- La gaviota (1903)
- Jettatore (1904)
- Locos de verano (1905), con la compañía de Gerónimo Podestá.
- Bajo la garra (1906), de Gregorio Laferrére.
- El pato crónico (1918)[5]
- La vuelta de Miss París (1932)
- Detrás de cada puerta (1932)
- Fiesta de Santa Angélica (1933)
- Una santa en el infierno (1933)
- Cuando las papas queman (1935), comedia asainetada en tres actos.
- Sobre las ruinas
- Marco Severi
- Sal-chichón, junto a  Pablo C. Podestá.
- M'hijo el dotor, con Orfilia Rico y Blanca Podestá.
- Calandria
- El faro, del escritor chileno Alberto del Solar.
- La abuela del conventillo
- Vencido
- ¡Qué nene!
- Chimango